# Adénosylméthionine décarboxylase
L'adénosylméthionine décarboxylase est une lyase qui catalyse la réaction :
S-adénosyl-L-méthionine  {\displaystyle \rightleftharpoons }  S-adénosylméthioninamine + CO2.
Cette enzyme intervient dans la biosynthèse de polyamines naturelles telles que la spermidine et la spermine. Elle a pour cofacteur le pyruvate et non le phosphate de pyridoxal.